# Беганович, Дино
Ди́но Бега́нович (род. 19 января 2004, Линчёпинг, Эстергётланд) — шведский и боснийский автогонщик.
Он побеждал в гонках чемпионата Формулы-3, финишировав 6-м в зачётах чемпионатов 2023 и 2024 годов. Он был чемпионом регионального европейского чемпионата Формулы в 2022 году. Он также является участником Гоночной академии Феррари.
Дебютировал в Формуле-1 в 2025 году в качестве пятничного гонщика, приняв участие в первой свободной тренировке на Гран-при Бахрейна.

## Результаты выступлений

### Сводная таблица
| Сезон | Серия                                 | Команда                       | Старты | Победы | Поулы | БК | Подиумы | Очки | Место |
| ----- | ------------------------------------- | ----------------------------- | ------ | ------ | ----- | -- | ------- | ---- | ----- |
| 2020  | Итальянская Формула-4                 | Prema Powerteam               | 20     | 1      | 2     | 4  | 6       | 179  | 3     |
| 2020  | ADAC Формула-4                        | Prema Powerteam               | 6      | 0      | 0     | 0  | 0       | 12   | 16    |
| 2021  | Азиатский чемпионат Формулы-3         | Abu Dhabi Racing by Prema     | 9      | 0      | 0     | 0  | 4       | 88   | 7     |
| 2021  | Региональная формула Европы           | Prema Powerteam               | 20     | 0      | 1     | 2  | 1       | 53   | 13    |
| 2022  | Региональная формула Азии             | Mumbai Falcons India Racing   | 15     | 1      | 0     | 2  | 5       | 130  | 5     |
| 2022  | Региональная формула Европы           | Prema Racing                  | 20     | 4      | 4     | 2  | 12      | 300  | 1     |
| 2023  | Региональная формула Ближнего Востока | Mumbai Falcons Racing Limited | 6      | 2      | 0     | 1  | 2       | 62   | 11    |
| 2023  | Формула-3                             | Prema Racing                  | 18     | 0      | 0     | 1  | 4       | 96   | 6     |
| 2023  | Гран-при Макао                        | SJM Theodore Prema Racing     | 1      | 0      | 0     | 0  | 0       | N/A  | DNF   |
| 2024  | Формула-3                             | Prema Racing                  | 20     | 2      | 1     | 2  | 4       | 109  | 6     |
| 2024  | Формула-2                             | DAMS Lucas Oil                | 4      | 0      | 0     | 0  | 1       | 22   | 20    |
| 2024  | Гран-при Макао                        | SJM Theodore Prema Racing     | 1      | 0      | 0     | 0  | 0       | N/A  | 8     |
| 2025  | Формула-2                             | Hitech TGR                    | 3      | 0      | 0     | 0  | 1       | 12*  | 6*    |

* — сезон продолжается

### Формула-1
| Легенда к таблице |                                                                    |
| --- | ------------------------------------------------------------------ |
| В таблице перечислены результаты всех Гран-при Формулы-1, в которых принимал участие гонщик. Строками таблицы являются сезоны, столбцами — этапы чемпионата мира. В каждой клетке указаны сокращённое название этапа и результат, дополнительно обозначенный цветом. Расшифровка обозначений и цветов представлена в нижеследующей таблице. |                                                                    |
| \| Пример \| Описание \| \| ------------ \| ------------------------------------------------------------------ \| \| 1 \| Победитель \| \| 2 \| Второе место \| \| 3 \| Третье место \| \| 5 \| Финишировал, заработав очки \| \| Сход \| Не финишировал, но при этом заработал очки \| \| 12 \| Финишировал, не получив очков \| \| НКЛ \| Финишировал, но не попал в финальную классификацию \| \| 15 \| Участвовал вне зачёта, либо по отдельной классификации \| \| 18 \| Не финишировал, но попал в финальную классификацию \| \| Сход \| Не финишировал \| \| НКВ \| Не прошёл квалификацию \| \| НПКВ \| Не прошёл предквалификацию \| \| ДСК \| Дисквалифицирован \| \| ИСК \| Исключён из протокола соревнований \| \| ТТ \| Заявлен для участия только в тренировках \| \| НС \| Участвовал в квалификации, но не стартовал в гонке \| \| Т \| Травмирован или болен \| \| ОТК \| Отказ от участия \| \| НТР \| Прибыл на соревнования, но на трассу не выезжал \| \| НПР \| Был заявлен в числе участников, но не прибыл к началу соревнований \| \| О \| Соревнования отменены \| \| \| Не участвовал \| \| Поул-позиция \| \| \| Быстрый круг \| \| |                                                                    |
| Пример | Описание                                                           |
| 1 | Победитель                                                         |
| 2 | Второе место                                                       |
| 3 | Третье место                                                       |
| 5 | Финишировал, заработав очки                                        |
| Сход | Не финишировал, но при этом заработал очки                         |
| 12 | Финишировал, не получив очков                                      |
| НКЛ | Финишировал, но не попал в финальную классификацию                 |
| 15 | Участвовал вне зачёта, либо по отдельной классификации             |
| 18 | Не финишировал, но попал в финальную классификацию                 |
| Сход | Не финишировал                                                     |
| НКВ | Не прошёл квалификацию                                             |
| НПКВ | Не прошёл предквалификацию                                         |
| ДСК | Дисквалифицирован                                                  |
| ИСК | Исключён из протокола соревнований                                 |
| ТТ | Заявлен для участия только в тренировках                           |
| НС | Участвовал в квалификации, но не стартовал в гонке                 |
| Т | Травмирован или болен                                              |
| ОТК | Отказ от участия                                                   |
| НТР | Прибыл на соревнования, но на трассу не выезжал                    |
| НПР | Был заявлен в числе участников, но не прибыл к началу соревнований |
| О | Соревнования отменены                                              |
| | Не участвовал                                                      |
| Поул-позиция |                                                                    |
| Быстрый круг |                                                                    |

| Сезон | Команда             | Шасси         | Двигатель              | Ш | 1   | 2   | 3   | 4        | 5   | 6   | 7   | 8   | 9   | 10  | 11       | 12  | 13  | 14  | 15  | 16  | 17  | 18  | 19  | 20  | 21  | 22  | 23  | 24  | Место | Очки |
| ----- | ------------------- | ------------- | ---------------------- | - | --- | --- | --- | -------- | --- | --- | --- | --- | --- | --- | -------- | --- | --- | --- | --- | --- | --- | --- | --- | --- | --- | --- | --- | --- | ----- | ---- |
| 2025  | Scuderia Ferrari HP | Ferrari SF-25 | Ferrari 066/12 1,6 V6T | P | АВС | КИТ | ЯПО | БАХ тест | САУ | МАЙ | ЭМИ | МОН | ИСП | КАН | АВТ тест | ВЕЛ | БЕЛ | ВЕН | НИД | ИТА | АЗЕ | СИН | США | МЕХ | САП | ЛАС | КАТ | АБУ | —     | —    |